# Il mondo vuole così
Il mondo vuole così è un film del 1946 diretto da Giorgio Bianchi.

## Trama
Accusato di aver sottratto 3 milioni di lire, un impiegato di banca è condannato a cinque anni di carcere. Scontata la pena e creduto ricco, viene ricoperto di premure e attenzioni da tutti, anche dalla moglie. Quando però il vero autore del furto lo riabilita, è disprezzato e deriso. Allora l'impiegato ruba davvero il denaro e fugge con la moglie.